# 八六舰队案
八六舰隊案（はちろくかんたいあん）是大日本帝国海軍的一项海軍軍備计划。

八八舰隊整備计划的第2阶段。

## 计划内容

### 大正七年度计划
- 计划年份

大正七年至大正十二年之间的六年计划。
- 计划概要

建造舰艇86艘。
- 预算总額

舰艇建造预算：3億0054万8437日元
新舰建造費：2億4876万2283日元
舰型改良費：4279万6701日元
与物价上涨相关的费用：898万9453日元

### 航空隊整備计划
以八四舰隊案的航空隊整備计划扩充的形式被提出。
- 计划年份

计划持续年限延长两年，直至大正十一年。
- 计划概要

追加5隊航空隊，总計8隊。
- 预算总額

航空隊整備预算：追加585万日元。

## 舰艇

### 新舰建造
- 巡洋战舰 - 2艘（3240万7064日元×2）

- 天城型

愛宕、高雄
- 巡洋舰（中型） - 3艘（601万9511日元×3）

- 长良型

由良、鬼怒、阿武隈
- 驱逐舰 - 27艘（一等：220万8546日元×11、二等：156万2226日元×16）

- 峯风型

夕风、太刀风、帆风、野风、沼风、波风
- 神風型

第1（神風）、3（朝風）、5（春風）
- 樅型

蔦、葦、蓬
- 若竹型

第2（若竹）、4（吴竹）、6（早苗）、8（早蕨）、10（朝顔）、12（夕顔）、16（芙蓉）、18（苅萱）
※ 其他的一等驱逐舰2艘、二等驱逐舰5艘等建造计划，因华盛顿军备条约的缘故，成为了计划变更的对象。
- 潜水艇 - 48艘（220万日元×48）

- 一等

第44（伊51）、51（伊52）
- 二等

- 呂一六型（海中三型）

第40（呂22）、第41（呂23）、第42（呂24）、第43（呂25）
- 呂二六型（海中四型）

第45（呂26）、第58（呂27）、第62（呂28）
- 呂二九型（特中型）

第68（呂29）、第69（呂30）、第70（呂31）、第71（呂32）
- 呂五七型（L3型）

第46（呂57）、第47（呂58）、第57（呂59）
- 呂六〇型（L4型）

第59（呂60）
※ 其他的一等潜水舰1艘（52）、二等潜水舰26艘（48～50、60、61、63～67、72～87）、三等潜水舰4艘（53～56）等建造计划，因华盛顿军备条约的缘故，成为了计划变更的对象。
- 特務舰 - 6艘（150万日元×6）

- 鳳翔  （建成为航空母舰）
- 襟裳型給油舰

襟裳、佐多、鶴見、尻矢、石廊

### 舰型改良
- 战舰：1665万1496日元
- 巡洋战舰：1743万1168日元
- 巡洋舰

大型：64万1660日元
小型：14万2325日元
- 驱逐舰

一等：144万1048日元
二等：291万4004日元
- 潜水艇：357万5000日元

## 航空队
扩充横須贺航空队，此外新设佐世保航空队。

这一时期，山下汽船社長山下龟三郎为助力发展军用航空而捐款100万日元（大正七年，所谓的山下献金），海軍分配到一半约五十万日元，被拨给购买各种国外的优异机型共计23架。